# Nikolya (cráter)
Nikolya es un pequeño cráter de impacto ubicado en la parte noroeste del Mare Imbrium, en el sector noroeste de la cara visible de la Luna. El Se encuentra al sursureste de Slava y el tenue borde sudeste es tangente al próximo cráter Vasya. Los elementos más destacables de la zona son el Promontorium Heraclides (30 km al norte) y el cráter C. Herschel (150 km al sursureste) del área explorada por el Lunojod 1.

## Descripción
El cráter lleva el nombre del dimunitivo del nombre masculino ruso de origen griego "Nikolai" (Nicolás), uno de los 12 nombres de pequeños cráteres situados en el área recorrida por el Lunojod 1. Fueron aprobados por la Unión Astronómica Internacional (UAI) el 14 de junio de 2012.
|  |  |

El módulo terrestre de la misión soviética Luna 17 cruzó el borde noreste del cráter a mediados de diciembre de 1970, cuando se dirigía hacia el norte después de visitar el cráter Vasya, siendo uno de los dos cráteres visitados en ese mes. El róver posteriormente se dirigió al noreste del cratercillo Vasya.  La ubicación y la trayectoria del módulo de aterrizaje fueron determinados por Albert Abdrakhimov el 17 de marzo de 2010, basándose en una imagen tomada por el Lunar Reconnaissance Orbiter.